# Degussa

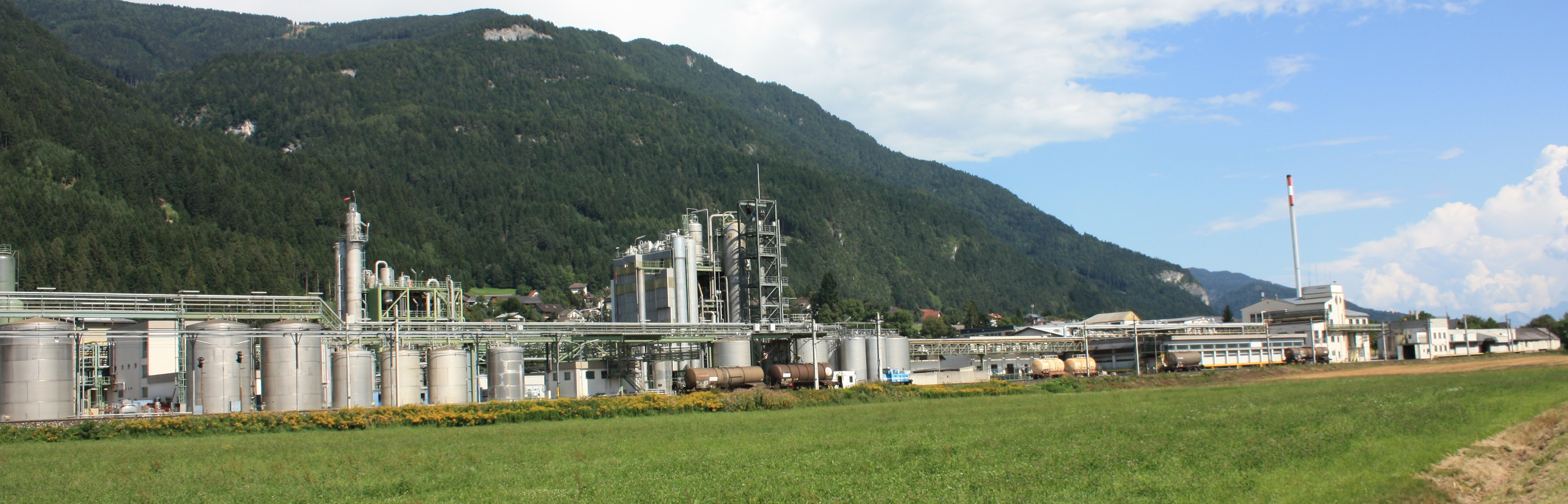
ÖCW Degussa, Weißenstein, Kärnten, Austria

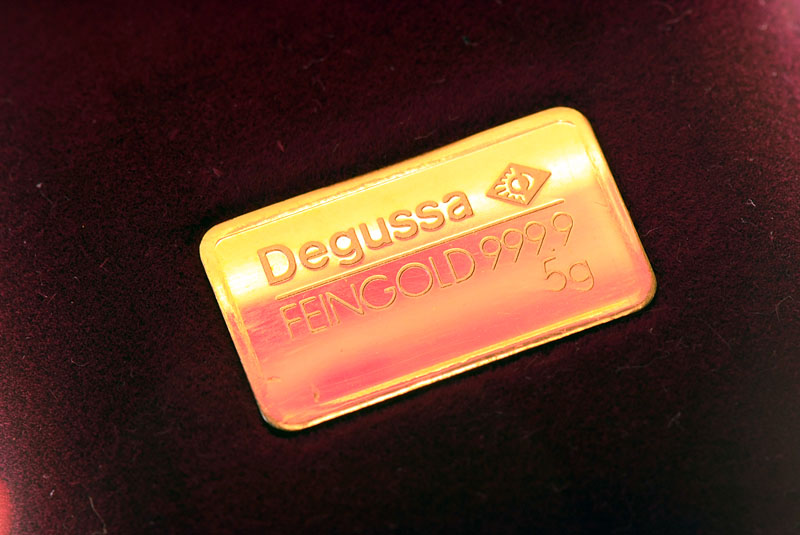
Sztabka złota o masie 5 g produkcji Degussa

Degussa GmbH (do 2006 Degussa AG) – niemieckie przedsiębiorstwo z branży chemicznej i metalowej, z siedzibą w Essen. Nazwa przedsiębiorstwa była akronimem: Deutsche Gold- und Silber-Scheide-Anstalt. W 2007 r. spółka została przejęta przez Evonik Industries AG.

## Historia
Degussa powstała na bazie fabryki chemikaliów (m.in. związków cyjanowych), która rozpoczęła działalność w 1843 r. W 1873 została przekształcona w spółkę akcyjną (niem. Aktiengesellschaft, AG) i skonsolidowana z innymi przedsiębiorstwami o podobnym profilu, zajmując się w istotnym stopniu oczyszczaniem metali szlachetnych. Od początku działalności utrzymuje ścisłe związki z Metallgesellschaft AG.
W latach 20. XX w. nastąpiło wykupienie większości udziałów w niemieckiej spółce akcyjnej Degesch (niem. Deutsche Gesellschaft für Schädlingsbekämpfung GmbH), która później, w czasie II wojny światowej produkowała Cyklon B, gaz służący do masowego mordowania ludzi w komorach gazowych obozów zagłady, m.in. w obozie w Auschwitz. W piecach Degussy przetapiano również złote zęby (koronki, mosty) z zębów zamordowanych więźniów.
W latach 30. XX w. Degussa zachowała dla siebie 42,5% akcji Degesch, pozostałe 42,5% zostały sprzedane IG Farben, a resztę 15% udziałów nabyła inna niemiecka spółka Th. Goldschmidt AG z Essen. W 1928 r. kapitał akcyjny Degussa osiągnął pułap 29,6 mln marek, a w 1943 r. wzrósł ponad dwukrotnie – do poziomu 76,5 mln marek.
W 2003 roku, w związku z budową Pomnika Pomordowanych Żydów Europy, wybuchł skandal związany z udziałem firmy Degussa w tym projekcie – dostarczyła ona środek do ochrony pomnika przed graffiti, o nazwie Protectosil. Z powodu uzasadnionych zarzutów w stosunku do firmy o udział w prześladowaniach Żydów europejskich – Degussa posiadała udziały w spółce produkującej gaz Cyklon B używany do eksterminacji ludzi w komorach gazowych, m.in. w obozie w Auschwitz – środowiska żydowskie zażądały wycofania firmy z udziału w inwestycji. Ostatecznie jednak, z uwagi na koszty i stopień zaawansowania budowy, zdecydowano, iż Protectosil będzie jednak używany do ochrony pomnika.
W lutym 2003 r. 46,48% udziałów Degussa AG nabyła spółka RAG Aktiengesellschaft, która następnie, 12 września, 2007 r. wyodrębniła dział chemiczny, energetyczny i nieruchomości, tworząc nowe przedsiębiorstwo Evonik Industries AG. Degussa stała się jego działem (Chemicals Bussiness Area).